# Tubificoides
Tubificoides is een geslacht van ringwormen (Annelida) uit de familie van de Naididae.

## Soorten
- Tubificoides aculeatus (Cook, 1970)
- Tubificoides aguadillensis Milligan, 1987
- Tubificoides amplivasatus (Erséus, 1975)
- Tubificoides annulus Erséus, 1986
- Tubificoides apectinatus (Brinkhurst, 1965)
- Tubificoides bakeri Brinkhurst, 1985
- Tubificoides benedii (d'Udekem, 1855) = Grote kustknobbelworm
- Tubificoides bermudae Råsmark & Erséus, 1986
- Tubificoides blakei Kvist, Dreyer & Erséus, 2008
- Tubificoides bobi Helgason & Erséus, 1987
- Tubificoides brevicoleus Baker, 1983
- Tubificoides brownae Brinkhurst & Baker, 1979 = Dwergkustworm
- Tubificoides bruneli Erséus, 1989
- Tubificoides calvescentis Erséus, Giere, Dreyer & Bailey-Brock, 2005
- Tubificoides charlotteae Kvist & Erséus, 2018
- Tubificoides crenacoleus Baker, 1983
- Tubificoides crinitus Erséus, 1989
- Tubificoides cuspisetosus Baker, 1983
- Tubificoides denouxi Shirley & Loden, 1982
- Tubificoides diazi Brinkhurst & Baker, 1979 = Kromschedekustworm
- Tubificoides dukei (Cook, 1970)
- Tubificoides euxinicus (Hrabĕ, 1966)
- Tubificoides fraseri Brinkhurst, 1986
- Tubificoides galiciensis Martinez-Ansemil & Giani, 1987
- Tubificoides heterochaetus (Michaelsen, 1926) = Langstaartkustworm
- Tubificoides imajimai Brinkhurst, 1985
- Tubificoides inops Erséus, 1989
- Tubificoides insularis (Stephenson, 1922) = Verborgen kustknobbelworm
- Tubificoides intermedius (Cook, 1969)
- Tubificoides kozloffi Baker, 1983
- Tubificoides longipenis (Brinkhurst, 1965)
- Tubificoides lunatus Milligan, 1991
- Tubificoides mackiei Kvist & Erséus, 2018
- Tubificoides maritimus (Hrabĕ, 1973)
- Tubificoides methanicus Kvist, Dreyer & Erséus, 2008
- Tubificoides motei Brinkhurst, 1986
- Tubificoides nerthoides (Brinkhurst, 1965)
- Tubificoides palacoleus Baker, 1983
- Tubificoides panamensis Erséus, 1989
- Tubificoides paracrinitus Erséus & Milligan, 1989
- Tubificoides parapectinatus Brinkhurst, 1985 = Zeeuwse kustworm
- Tubificoides parviductus Helgason & Erséus, 1987
- Tubificoides pequegnatae Erséus & Milligan, 1989
- Tubificoides peveki Finogenova, 1994
- Tubificoides pollex Milligan, 1991
- Tubificoides postcapillatus (Cook, 1974)
- Tubificoides pseudapectinatus Brinkhurst, 1985
- Tubificoides pseudogaster (Dahl, 1960) = Gewone kustworm
- Tubificoides pulvereus Erséus & Davis, 1989
- Tubificoides robustocoleus Finogenova, 1994
- Tubificoides scoticus Brinkhurst, 1985
- Tubificoides shurovae Finogenova, 1985
- Tubificoides swirencoides Brinkhurst, 1985
- Tubificoides swirencowi Jarošenko, 1948
- Tubificoides uncinatus Helgason & Erséus, 1987
- Tubificoides vestibulatus Erséus & Bonomi, 1987
- Tubificoides wasselli Brinkhurst & Baker, 1979

Niet geaccepteerde soorten:
- Tubificoides benedeni (d'Udekem, 1855) => Tubificoides benedii (d'Udekem, 1855)
- Tubificoides clydensis Brinkhurst, 1985 (nomen nudum)
- Tubificoides foliatus Baker, 1983 => Tubificoides wasselli Brinkhurst & Baker, 1979
- Tubificoides heterochaetus Lastočkin, 1937 => Tubificoides swirencowi Jarošenko, 1948